# Matteo Simoni
Matteo Simoni, all'anagrafe Matheo Simoni, (Hasselt, 3 settembre 1987), è un attore belga, di lingua fiamminga e di origine italiana attivo al cinema, in teatro e in televisione.

## Biografia
Matteo Simoni ha seguito degli studi di arte drammatica nello studio Herman Teirlinck a Anversa.
Ha anche studiato al Lemmensinstituut e al dipartimento di teatro dell'Herman Teirlinck Institute . Ha anche recitato a Bad van Marie sotto la direzione di Peter Boulens nello spettacolo AC Ransart . Ha fatto il suo tirocinio all'Olympique Dramatique. Nel 2008 ha fondato la compagnia teatrale FC Bergman con, tra gli altri, Stef Aerts , Marie Vinck e Bart Hollanders. Ha recitato in "Cose interessanti" come Jonas (serie trasmessa su Ketnet).
In televisione ha recitato in vari serial, tra cui il serial 16+. Dopo diversi ruoli secondari in serie tv come Sara, Rush, Happy Singles e Missing, nel 2008-2009 ha interpretato uno dei ruoli principali nella serie LouisLouise. Nel 2010 ha recitato nel film Zot van A. di Jan Verheyen. 
Nel 2011 ha recitato nella serie tv Rang 1 come Sam e ha avuto un ruolo da ospite in Codice 37. Nel 2012 ha avuto un ruolo da ospite in Zone Stad e un ruolo nel lungometraggio Weekend aan zee. Nel 2013 ha interpretato un ruolo da protagonista nel film di Stijn Coninx Marina, dove ha interpretato il giovane Rocco Granata. Inoltre è apparso nella sitcom Safety First come Simon 'Smos' Vos, e come Devon Macharis in Callboys.

## Filmografia parziale
- Zot van A., regia di Jan Verheyen (2010)
- Germaine, regia di Frank Van Mechelen (2011)
- Weekend aan zee (2012)
- Marina, regia di Stijn Coninx: Rocco Granata (2013)
- Patser, regia di Adil El Arbi e Bilall Fallah (2018)
- I banditi di Jan (De Bende van Jan de Lichte) - serie TV, 9 episodi (2019)
- L'Équipier, regia di Kieron J. Walsh (2020)
- I nostri segreti (Faithfully Yours), regia di André van Duren (2022)
- Wil, regia di Tim Mielants (2023)

## Riconoscimenti
- Ensors 2014: candidatura come migliore attore per Marina di Stijn Coninx
- Premi Magritte 2015: candidatura per il Premio per la migliore promessa maschile per Marina di Stijn Coninx